# Collège vocal
 (mars 2019).
Si vous disposez d'ouvrages ou d'articles de référence ou si vous connaissez des sites web de qualité traitant du thème abordé ici, merci de compléter l'article en donnant les références utiles à sa vérifiabilité et en les liant à la section « Notes et références ».

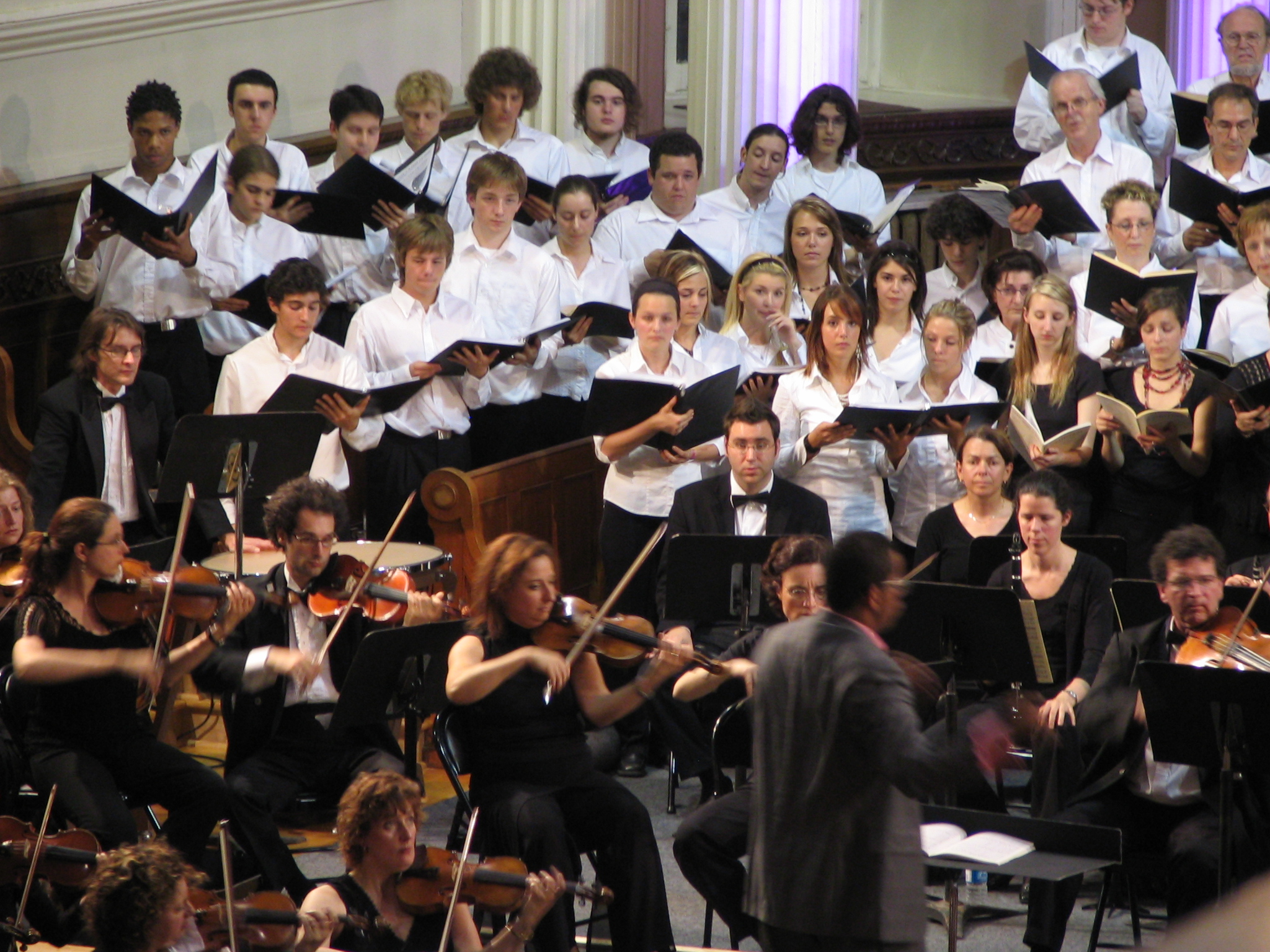
Concert Orchestral

Le Collège Vocal, un chœur fondé et dirigé par Gregory Charles, est un ensemble rassemblant une cinquantaine de choristes âgés de 10 à 30 ans. Créé au début des années 2000, les activités du chœur sont variées, allant des concerts classiques, des compétitions internationales et des participations à des productions de théâtre musical et des spectacles de vedettes populaires de la musique.

## Description
Les choristes initiaux formant le Collège Vocal provenaient en grande partie des Petits Chanteurs de Laval et des Voix Boréales, deux chœurs de jeunes chanteurs de la région de Laval, au Canada.
Le Collège vocal se distingue par sa très grande versatilité. Lauréat de plusieurs compétitions internationales, le Collège Vocal s’est forgé une réputation d’excellence en défendant un répertoire de musique contemporaine, de musique du monde et de gospel, conjuguant harmonies vocales exigeantes et chorégraphies spectaculaires.
Le Collège Vocal a effectué bon nombre de tournées à l’étranger, en Chine, en Afrique du Sud, en Allemagne, en Malaisie, en Italie et en France.
Le Collège Vocal a aussi participé à plusieurs concerts avec l’orchestre Symphonique de Montréal et tenu le rôle de « chœur en résidence » pendant les dix années d’existence du Mondial Choral de Laval, accompagnant sur scène des artistes tels que Céline Dion, Charles Aznavour, Robert Charlebois, Malajube, Les Trois Accords, Richard Desjardins, Les Cowboys Fringants, Les Beach Boys, Styx et plusieurs autres.
Le Collège Vocal a participé à un grand nombre de productions télévisuelles et fait l’objet d’une série documentaire à ARTV intitulée le Chœur de Gregory.

## Prix et Distinctions
Le Collège Vocal, avec les membres initiaux, s'est classé parmi les 100 meilleurs chœurs au monde selon le classement de Musica Mundi qui organise les compétitions internationales et parmi les 12 meilleurs dans la catégorie « chœurs mixtes »
En juillet 2007, le Collège Vocal a remporté deux médailles d'or à la compétition Johannes Brahms de Wernigerode.
En juillet 2006, lors des Jeux olympiques Choral de Xiamen en Chine, le Collège Vocal a remporté un certificat d'or et une médaille d'argent,.
Le Chœur a représenté le Canada et remporté le Grand Prix à une compétition à Venise en avril 2009 en plus de remporter le premier prix du concours de chant choral de Malaisie, le chef de chœur, Gregory Charles, devenant également le lauréat du grand prix remis au meilleur chef de chœur.